# IC 4168
IC 4168 је спирална галаксија у сазвјежђу Ловачки пси која се налази на листи објеката дубоког неба у Индекс каталогу.
Деклинација објекта је + 40° 2' 59" а ректасцензија 13h 5m 10,8s. Привидна величина (магнитуда) објекта IC 4168 износи 15,2 а фотографска магнитуда 16,0. IC 4168 је још познат и под ознакама MCG 7-27-29, PGC 45244.